# تشارلز مينر غودال
تشارلز مينر غودال هو سياسي أمريكي، ولد في 1824، وتوفي في 12 يوليو 1899. انتخب عضو جمعية ولاية كاليفورنيا ‏.